# Anrath
Anrath ist eine Ortschaft am linken Niederrhein in Nordrhein-Westfalen nordöstlich der Niers und seit 1970 ein Stadtteil der neuen Stadt Willich. Der Ort liegt in der Landschaftseinheit 573.3 „Kempener Lehmplatte“. Südlich und westlich des Ortes verläuft der Flöthbach, heutzutage mehr ein Regenwasserablauf denn ein richtiger Bach, da er große Zeit des Jahres trockenfällt.
Die Einwohnerzahlen in Anrath sind in den letzten Jahrzehnten nahezu unverändert geblieben. Der einzige Haltepunkt der Eisenbahnstrecke von Duisburg nach Mönchengladbach der Stadt Willich befindet sich in Anrath. In Münchheide und Neersen sind die nächstgelegenen Autobahnanschlüsse der A 44 mit Verbindungen zu den Nachbarstädten Krefeld, Mönchengladbach und Düsseldorf.

## Geschichte
Der Name von Anrath entstand aus „Anrode“. Rode heißt Rodung. Die naheliegende These, dass Anrath somit „An der Rodung“ heiße, ist jedoch umstritten. So lässt sich „Anrode“ auch als „begonnene Rodung“ verstehen. Oder „Anrode“ könnte sich über „Ainrode“, „Aynrode“ bzw. „Haynrode“ aus Hain und Rodung herleiten.
Die Entstehung Anraths geht zurück auf einen Herren- oder Fronhof der Kölner Erzbischöfe im heutigen Ortskern und ist mit aller Wahrscheinlichkeit eine Gründung aus dem 9. Jahrhundert. Urkundlich erwähnt wird Anrath zuerst im Jahr 1010, als unter Erzbischof Heribert Anrath von St. Peter bei Kempen abgepfarrt und zur eigenständigen Pfarre erhoben wurde. Dieses Ereignis war 2010 Anlass für die 1000-Jahr-Feier in Anrath. Zur Pfarre Anrath gehörten auch Schiefbahn (bis 1655) und Neersen (bis 1798) und die Gemarkung Hagen (bis 1920).
1025 bestand die Anrather Mark aus vier Nachbar- oder Bauerschaften, 1211 waren es sechs Bauerschaften. Seit dem 13. Jahrhundert bis 1798 waren die Herren der Burg Neersen im Wege des Erblehens auch Grundherren von Anrath. Letztere waren Vasallen des Erzbischöflichen Kurfürsten von Köln.
Im Jahre 1414 wurde der Gemeinde Anrath durch König (und späteren Kaiser) Sigismund das Marktrecht verliehen. Hieraus ergab sich eine Befestigungspflicht für das nunmehr zum Marktflecken aufgestiegene Kirchspiel. Die eigentlichen Tore, Wälle und Gräben sind heute nicht mehr vorhanden, aber noch in der Straßenführung erkennbar. Anrath durchlief eine sehr wechselvolle Geschichte mit Plünderungen im 16. und 17. Jahrhundert. Charakterisierend ist die Aufsplitterung der Gegend in viele Kleinstaaten mit wechselseitigen Zuständigkeiten und Verantwortungen.
Von 1794 bis 1815 war der gesamte linke Niederrhein von den Franzosen besetzt. Mit einer Verwaltungsreform 1800 wurden Anrath und Clörath Teil der Bürgermeisterei (Mairie) Neersen. Sie gehörten nun zum Arrondissement de Crévelt im neu gegründeten Département de la Roer, welches ab 1801 französisches Staatsgebiet wurde. 1815 fiel die Region an das Königreich Preußen, das die Bürgermeisterei Neersen in den Landkreis Krefeld eingliederte. 1819 wurde Anrath aus der Bürgermeisterei Neersen herausgelöst und der umliegenden Bürgermeisterei Kleinkempen zugeschlagen. 1840 wurde diese Bürgermeisterei nach dem Hauptort Anrath umbenannt.
Am 1. Juli 1891 verursachte ein Wirbelsturm schwerste Schäden in Anrath sowie in benachbarten Orten. Hierbei wurden die meisten der Anrather Häuser beschädigt, etliche wurden unbewohnbar.
Am Abend des 1. März 1945 besetzten US-Truppen Anrath; damit endeten dort NS-Zeit und Zweiter Weltkrieg im Zuge der Operation Grenade. Der nationalsozialistisch nicht belastete Handelslehrer Dr. Erich Schmitz aus Krefeld wurde von den Alliierten im Juni 1945 als Bürgermeister eingesetzt. Er hatte 1939 die Tochter des Gastwirtes Jean Schmitz aus Anrath geheiratet und in den letzten Kriegsjahren immer wieder mit seiner Familie vor dem Bombenhagel im Ruhrgebiet, wo er beruflich tätig war, in Anrath Schutz gesucht. Er übernahm neben dieser ehrenamtlichen Aufgabe zunächst auch bis Juli 1946 die Aufgabe des Gemeindedirektors. Er wurde Anfang 1946 von der ebenfalls von den Alliierten eingesetzten Gemeindevertretung in diesen Ämtern bestätigt. Im September 1946 fanden die ersten Kommunalwahlen nach dem Zweiten Weltkrieg statt. Der neue Gemeinderat wählte am 1. Oktober 1946 Willi Krebs (CDU) zum Bürgermeister.

Am 1. Januar 1970 wurde die Gemeinde Anrath zusammen mit Neersen, Schiefbahn und Willich zur neuen Gemeinde mit dem Namen Stadt Willich zusammengeschlossen. 

Frühere Version des Wappens

Ende 2012 wurde mit einer ausgedehnten Ortskernsanierung begonnen. In deren Folge fand durch Aufpflasterungen, Bepflanzung und Neuanlage von Fahrradständern, Bushaltestellen und Sitzmöglichkeiten eine deutliche Aufwertung des Ortsinnern statt. Die Einmündung der Neersener Str. in die Schottelstr. wurde in einen kleinen Kreisverkehr umgewandelt.

## Wappen und Fahne
Die Gestaltung des Wappens von Anrath beruht auf einem Siegel, welches 1574 vom Erzbischof von Köln, Salentin, den Schöffen in Anrath verliehen wurde. Das vom Heraldiker und Kunstmaler Wolfgang Pagenstecher 1927 entworfene Wappen zeigt Johannes den Täufer, Pfarrpatron der katholischen Pfarrkirche Anrath. Seine rechte Hand zeigt auf ein Lamm mit Glorienschein, welches wahrscheinlich auf einer Bibel ruht. Weiter trägt er über seiner linken Schulter eine aus einem roten Kreuz auf weißem Grund bestehende Täuferfahne. Als Hinweis zur historischen Zugehörigkeit zum Kurfürstentum Köln ist dessen Wappen links unten dargestellt. Im Jahre 1928 erhielt die Gemeinde Anrath schließlich die Berechtigung zur Führung des Wappens. Sie führte es offiziell bis zur Gründung der Stadt Willich 1970.
Die Ortsfahne von Anrath, oben Gold (Gelb) und unten Blau, wurde aufgrund der vorherrschenden Farben im Wappen gestaltet.

## Bildung

### Schulen
- Grundschulen: Albert-Schweitzer-Schule und Gottfried-Kricker-Schule
- Gesamtschule: Leonardo-da-Vinci-Gesamtschule
- Gymnasium: Lise-Meitner-Gymnasium

### Bibliothek und Bücherei
- Bibliothek des Lise-Meitner-Gymnasiums
- Kath. Öffentliche Bücherei der Gemeinde St. Johannes

## Kultur und Sehenswürdigkeiten
Bemerkenswert ist die am 30. Oktober 1898 geweihte Pfarrkirche St. Johannes Baptist. Die um die Jahrhundertwende im damals populären neugotischen Stil errichtete Kirche wurde von dem Düsseldorfer Architekten Josef Kleesattel als dreischiffige Backsteinhalle mit einem nördlichen Seitenschiff aus zwei Jochen ausgeführt. Auf das geplante südliche Seitenschiff wurde verzichtet. An ihrer Stelle hatte sich zuvor eine romanisch-gotische Kirche befunden, die allerdings gegen Ende des 19. Jahrhunderts als baufällig erachtet wurde. Die Bemühungen der Denkmalbehörde der Rheinprovinz, den romanischen Turm oder zumindest dessen Portal zu erhalten, konnten sich gegen den Willen der Bevölkerung, einen einheitlichen Neubau zu errichten, nicht durchsetzen. Lediglich vier kleine Säulen vom romanischen Bau wurden wiederverwendet. In den Jahren 1740 bis 1742 ließ die Pfarre durch die bekannten Kölner Orgelbauer Balthasar König und Christian Ludwig König eine neue Orgel errichten. Diese wurde ebenfalls beim Abbruch der alten Kirche vernichtet. Nachdem der alte Bau bis Ende März 1897 niedergelegt worden war, konnte bereits am 30. Oktober 1898 die neugotische Kirche eingeweiht werden.

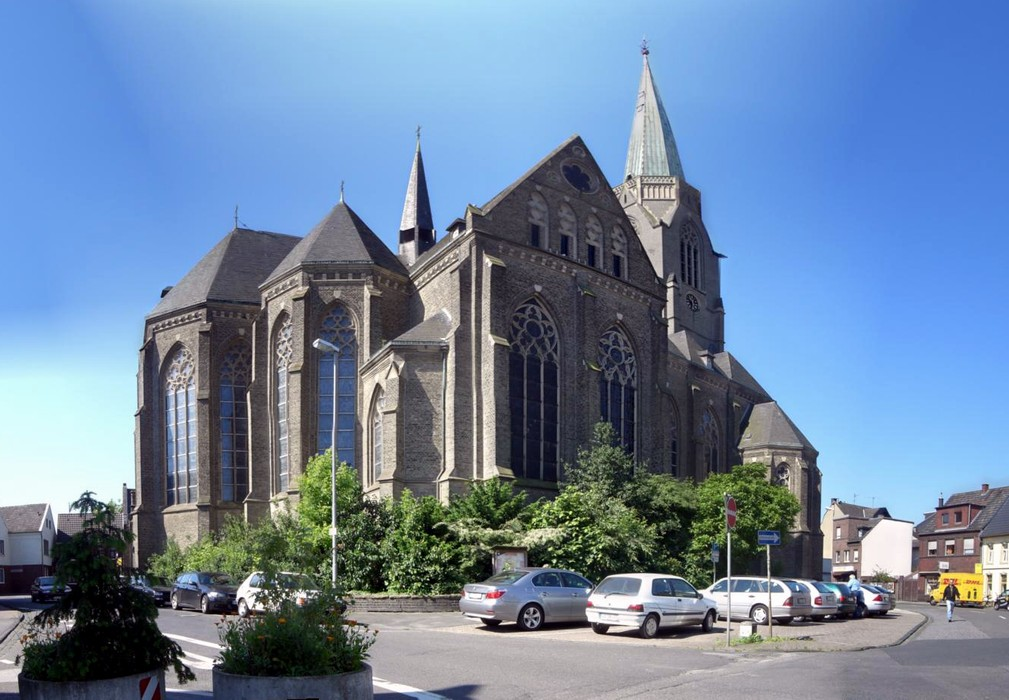
Kirche St. Johannes

Bombentreffer während des Zweiten Weltkriegs im Ortskern und ihre Druckwellen zerstörten im Langhaus der Kirche Teile der historischen Verglasung aus der Erbauungszeit. In vier Fenster wurden 1956 figürliche Darstellungen (Heribert, Michael, Brigida und Paulus) des aus Anrath stammenden Kunstprofessors Wilhelm Teuwen eingefügt.
Weiterhin zu nennen sind der konzentrisch um die Kirche angelegte Ortskern, der in dieser Form seit ca. 600 Jahren existiert; besonders hervorzuheben sind das ehemalige Judenhaus neben der Passage links, das Liedbergische Richterhaus neben der Passage rechts, das ehemalige Gasthaus „Zum alten Zoll“ in der Schottelstraße 1 (um 1788/89 tatsächlich Zollstelle – „Schweigender Landzoll“), das Leutnantshaus (jetzt von der Volksbank genutzt) und das Schultheißenhaus (das ehemalige Gasthaus „Jean Schmitz“). Alle Häuser bzw. Teile der Häuser stehen unter Denkmalschutz.
Reste der Anfang des 19. Jahrhunderts geschleiften Sicherungsanlagen des Ortes sind noch erahnbar, so z. B. die „Waak“, ein Fußweg parallel zur Schottelstraße. Hier verliefen Wall und Graben des Marktfleckens. Auch die Enge der Neersener Straße zur Kirche hin verweist auf die ehemalige mittelalterliche Situation. Hier wie auch an den (heutigen) Straßen Schottelstraße, Viersener Straße und Jakob-Krebs-Straße befanden sich Tore, die den Zugang zum Flecken regelten bzw. des Nachts verschlossen wurden, um Gesindel abzuhalten. Von keinem der vier Tore sind oberirdische Reste erhalten.

Von besonderer architektonischer Bedeutung ist auch die 1905 fertiggestellte Justizvollzugsanstalt am nördlichen Rande Anraths, einst eine preußische Wirtschaftskompensation für das nach einem Tornado 1891 und durch den Niedergang der Webereien wirtschaftlich geschädigte Dorf. Durch die preußischen Beamten, die seit der Errichtung des Gefängnisses nach Anrath gekommen waren, lebten um 1907 in Anrath etwa 200 evangelische Christen, 115 davon im Königlichen Gefängnis; drei Jahre später, am Reformationstag 1910, wurde schließlich das evangelische Gotteshaus eingeweiht.

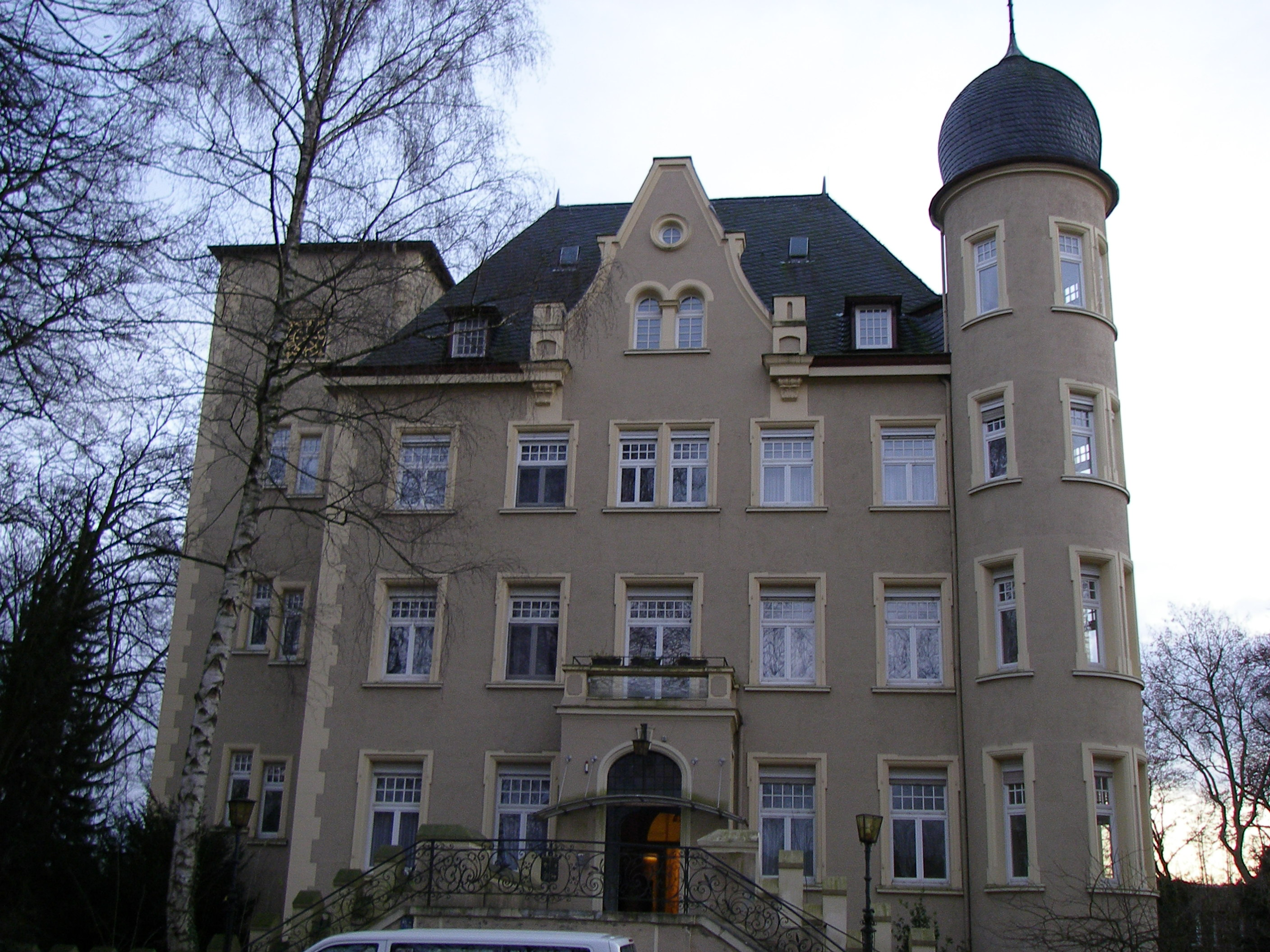
Haus Broich, Willich

Die Justizvollzugsanstalt wurde zwischen 2003 und 2009 sehr umfangreich erweitert. Wegen dieser Erweiterung wurden viele denkmalgeschützte Häuser abgerissen. Hierdurch, aber auch durch die nun durchgängig fünf Meter hohe Gefängnismauer, hat die Justizvollzugsanstalt erheblich von ihrem früheren Charakter verloren. Die Altbauten der „Strafanstalt“ stehen seit der Übersiedelung in den Neubau leer und ungenutzt.
Ein markanter Blickfang in den Feldern südöstlich von Anrath ist das ehemalige Rittergut Haus Broich. Etwas südwestlich des Anrather Ortskerns befindet sich ein weiteres früheres Rittergut, das denkmalgeschützte Haus Stockum.

### Museum
In der Justizvollzugsanstalt befindet sich das „Historische Gefängnismuseum Niederrhein“ der königlichen Potthusaren zu Anrath e. V. Dieses Museum befindet sich im verbliebenen der ehemals ca. 20 unter Denkmalschutz stehenden Bedienstetenhäuser rund um die alte Gefängnisanlage.

### Galerie
Die Galerie Schageshof ist ein Treffpunkt für Kultur in Willich-Anrath. Sie zeigt zeitgenössische Kunst nationaler und internationaler Künstler in individuellem Ambiente.

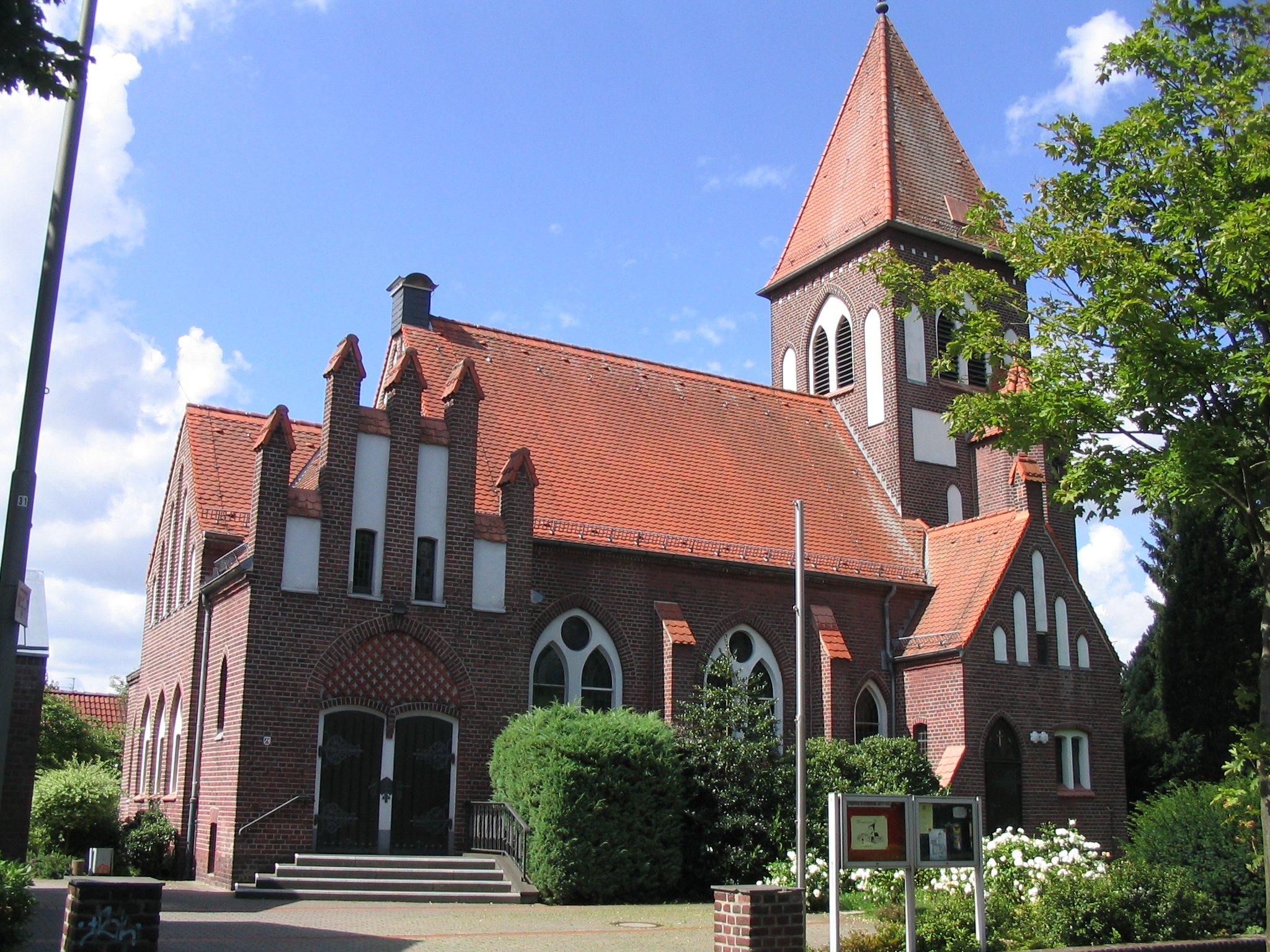
Evangelische Kirche Anrath

### Denkmal
Das Denkmal für die Gefallenen der Kriege 1864 und 1870/71 wurde gegenüber der evangelischen Kirche in einer kleinen Grünanlage auf dem Prinz-Ferdinand-Platz errichtet.
1999 wurde zur Erinnerung an die ehemals jüdische Gemeinde und ihre 1938 verwüstete Synagoge eine bronzene Gedenktafel an der Viersener Straße aufgestellt.

### Park
Im östlich vom Ortskern liegenden Theodor-Heuss-Park liegt der ehemalige Friedhof mit den heute noch gut erhaltenen Kreuzwegstationen aus dem Jahre 1875. Genutzt wurde der Friedhof bis in die 1920er Jahre, als zum Bau der Kirche der alte Kirchhof, also der Friedhof rund um die Kirche, keinen Platz mehr hatte. Auf der Westseite des Theodor-Heuss-Parks ist auf einer Erweiterungsfläche ein Hochzeitswäldchen in Richtung Großbeudelshof errichtet worden.
Ein Vorläufer dieses Parks war der sogenannte Gemeindestadtgarten, der auf Postkarten von ca. 1900 zu sehen ist und an anderer Stelle lag.

## Regelmäßige Veranstaltungen
Der vom Karnevalszugverein „Aach Blenge“ 1969 Anrath veranstaltete Karnevalsumzug am Tulpensonntag beginnt traditionell um 13:11 Uhr.
Am Fronleichnamswochenende findet immer das erste von zwei Schützenfesten statt. Es ist das der St. Johannes Schützengesellschaft 1662 Clörath-Vennheide. Es beginnt am Fronleichnamsdonnerstag mit dem Prinzenschießen der Schüler und Jugendlichen. Sonntags findet die große Königsparade und abends der Königsgalaball statt. Montags wird der König fürs nächste Jahr durch Vogelschuss ermittelt.
Im Frühsommer findet das traditionelle Brunnenfest statt, finanziert, organisiert und veranstaltet vom Anrather Werbering. Benannt ist es nach dem Brunnen am Rathaus. Hier werden neben dem verkaufsoffenen Sonntag Attraktionen für die Besucher jeden Alters geboten.
Jährlich im August zieht das von der katholischen Landjugend aus Anrath organisierte Badewannenrennen auf der Niers Menschen aus der ganzen Region an.
Ende August bzw. Anfang September findet das zweite Anrather Schützenfest statt. Es ist das der St. Sebastianus Schützenbruderschaft von 1463 Anrath e. V. Es beginnt samstags; sonntags sind die Königsparade und der Königsgalaball. Montags wird ebenfalls der König für das darauffolgende Jahr durch Vogelschuss ermittelt.
Immer am ersten Adventsonntag findet traditionell seit vielen Jahren der Weihnachtsmarkt statt. Neben dem verkaufsoffenen Sonntag und den üblichen kulinarischen Angeboten der Gastronomie sind auch Krippenbauer und weitere kunst-/handwerkliche Stände vertreten. Auch die lokalen Vereine und Schulen präsentieren sich gerne mit eigenen Ständen.
Wie das Brunnenfest wird auch diese Traditionsveranstaltung finanziert, organisiert und veranstaltet vom Anrather Werbering.

## Infrastruktur

### Nahverkehr

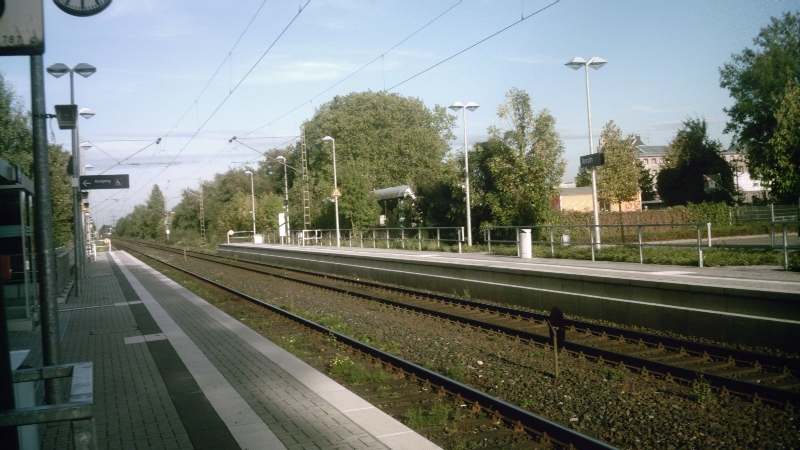
Haltepunkt Anrath.
Hinten rechts die Justizvollzugsanstalt

Anrath liegt an der Eisenbahnstrecke von Duisburg nach Mönchengladbach. Das 1850 hier errichtete Bahnhofsgebäude wurde 1935 zum schönsten Bahnhof Deutschlands gekürt.
1976 wurde das Gebäude abgerissen.
Im Schienennahverkehr wird der Haltepunkt Anrath durch die Rhein-Niers-Bahn (RB 33) und die Emscher-Niederrhein-Bahn (RB 35) bedient.
| Linie | Verlauf | Takt   |
| ----- | --- | ------ |
| RB 33 | Rhein-Niers-Bahn: Essen-Steele – Essen Hbf – Essen West – Mülheim (Ruhr) Hbf – Mülheim (Ruhr)-Styrum – Duisburg Hbf – Duisburg-Hochfeld Süd – Rheinhausen Ost – Rheinhausen – Krefeld-Hohenbudberg Chempark – Krefeld-Uerdingen – Krefeld-Linn – Krefeld-Oppum – Krefeld Hbf – Forsthaus – Anrath – Viersen – Mönchengladbach Hbf – Rheydt Hbf – Wickrath – Herrath – Erkelenz – Hückelhoven-Baal – Brachelen – Lindern – Geilenkirchen – Übach-Palenberg – Herzogenrath – Kohlscheid – Aachen West – Aachen Schanz – Aachen Hbf Stand: Fahrplanwechsel Juni 2022 | 60 min |
| RB 35 | Emscher-Niederrhein-Bahn: Gelsenkirchen Hbf – Essen Zollverein Nord – Essen-Altenessen – Essen-Bergeborbeck – Essen-Dellwig – Oberhausen Hbf – Duisburg Hbf – Duisburg-Hochfeld Süd – Rheinhausen Ost – Rheinhausen – Krefeld-Hohenbudberg Chempark – Krefeld-Uerdingen – Krefeld-Linn – Krefeld-Oppum – Krefeld Hbf – Forsthaus – Anrath – Viersen – Mönchengladbach Hbf Stand: Fahrplanwechsel Dezember 2021 | 60 min |

### Bürgerbus
Wegen fehlender Nahverkehrsverbindungen innerhalb Anraths wurde der Bürgerbusverein Anrath e. V. gegründet. Im Jahre 2005 startete der erste Bürgerbus, welcher sowohl die ländlichen Teile Anraths mit dem Ortskern als auch eine Vielzahl von Haltepunkte im Ortskern selbst verbindet.

## Persönlichkeiten

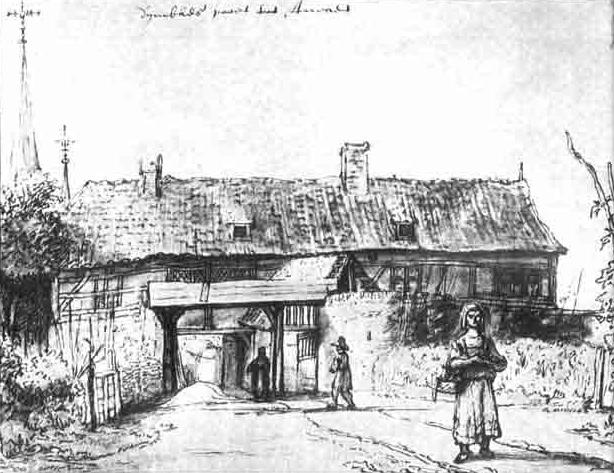
Lambert Doomer: Die Dimbkesport in Anrath, ca. 1664

### Söhne und Töchter der Gemeinde Anrath
- Albert Brülls (1937–2004), Fußballspieler
- Ivar Combrinck (1943–2006), Synchronsprecher, Dialogbuchautor und Regisseur
- Herman Doomer (ursprünglich: Hermann Dommers, 1595–1650), Möbeltischler, Vater von Lambert Doomer (1624–1700), Kunstmaler
- Wolfgang Hahn (* 1953), Künstler und Bildhauer
- Lene Havenstein (1914–2009), Malerin
- Albert Höver (19111998), Politiker, Bürgermeister von Ratingen und Landtagsabgeordneter
- Hans-Jürgen Hufeisen (* 1954), Flötist und Komponist
- Remigi Joller (1891–1960), Schweizer Politiker
- Norbert Koof (* 1955), Weltmeister im Springreiten
- Gottfried Kricker (1886–1972), Bibliotheksrat, Ehrenbürger der ehemaligen Gemeinde Anrath, Autor von „Geschichte der Gemeinde Anrath“
- Johannes Quack (* 1959), Organist und Kirchenmusiker
- Georg Sehrbrock (* 1961), Keyboarder und Komponist
- Heinrich Basilius Streithofen (1925–2006), Dominikaner, katholischer Theologe, Soziologe und Publizist
- Wilhelm Teuwen (1908–1967), Glasmaler und Kunstprofessor
- Christian Vander (* 1980), 2. Torwart beim SV Werder Bremen
- Egon Wamers (* 1952), Archäologe

### Personen, die im Ort gewirkt haben
- Bodo Combrinck (* 10. April 1903 in Bocholt; † 1981), Jurist, NSDAP-Mitglied und Anstaltsleiter
- Lambert Doomer (1624–1700), niederländischer Maler
- Kornelius Feyen (1886–1957), Lehrer und Maler
- Johannes Marschang (1884–1978), katholischer Gefängnisseelsorger in Anrath und Krefeld.
- Jörg Neun (* 1966), ehemaliger Fußballspieler[13]
- Ambrosius II. von Viermund (um 1550–um 1600), erhielt 1580 die Hohe Gerichtsbarkeit in Anrath
- Gerhard Vynhoven (1596–1674), katholischer Priester